# Cyphellophora vermispora
Cyphellophora vermispora är en svampart som beskrevs av A. Walz & de Hoog 1987. Cyphellophora vermispora ingår i släktet Cyphellophora och familjen Chaetothyriaceae.   Inga underarter finns listade i Catalogue of Life.